# Ружински пролом
Ружинският пролом е пролом на река Лом в Северна България, в Западния Предбалкан, между рида Ведерник на запад и Широка планина на изток в Община Чупрене, област Видин.
Проломът е с дължина около 11 km, а средната му надморската височина е около 275 m. Започва северно от село Долни Лом на 334 m н.в. и се насочва на север. След около 5 km, в района на село Средогрив е приблизителната среда на пролома, като тук надморската му височина е около 275 m. Завършва югозападно от село Ружинци, на 210 m н.в. и тук река Лом излиза от Предбалкана и навлиза в Западната Дунавска равнина. Има полегати долинни склонове, на места осеяни със скални венци. В долния му край, в района на махала Фалковец от ляво в Лом се влива Стакевска река.
През него преминава участък от 11,6 km от третокласния Републикански път III-102 Бела – Белоградчик – Монтана (от km 28,3 до km 39,9).

## Топографска карта
- Лист от карта K-34-22. Мащаб: 1 : 100 000.